# Lermontov (krater)
Lermontov är en nedslagskrater på planeten Merkurius. Lermontov är ungefär 166 kilometer i diameter.
1976 namngavs den efter den ryske poeten och konstnären Michail Lermontov.